# Pasjak
Pasjak is een plaats in de gemeente Matulji in de Kroatische provincie Primorje-Gorski Kotar. De plaats telt 146 inwoners (2001).